# Hangeki no Ouchi Rock
Hangeki no Ouchi Rock é o 11º álbum de estúdio de Hironobu Kageyama. Foi lançado em 18 de março de 2022 pela Highway Star e possui 12 músicas.

## Produção
O álbum foi produzido durante a pandemia. Devido a época, o disco foi todo realizado por apenas quatro pessoas. Kageyama trabalhou com sua filha, a também cantora Nana Kageyama; o engenheiro de som Manami Kondo e o produtor Yoshichika Kuriyama.
Uma versão do disco foi pré-lançada um mês antes, com outra capa e sete faixas. Foi chamada de "Birthday Edition".
Um pequeno show ao vivo foi realizado para promover o álbum em 31 de julho de 2022 em Osaka, com sessão de autógrafos.
A canção "Live for Today!" é um novo arranjo de "Kyou wo Ikiyou", o primeiro single de sua carreira solo.
A faixa "Olympia" foi composta em homenagem aos Jogos Olímpicos de Verão de 2020 em Tóquio.

## Recepção
Sobre o álbum, o site OK Music disse que "há elementos até de EDM, além de novas versões de músicas antigas que mexerão com os sentimentos de fãs de longa data."

## Faixas
| N.º            | Título                                   | Letras                      | Música               | Arranjo        | Duração |  |
| 1.             | "We Are Long Riders!"                    | H. Kageyama                 | Nana Kageyama        | N. Kageyama    | 3:37    |  |
| 2.             | "Olympia"                                | H. Kageyama                 | N. Kageyama          | N. Kageyama    | 4:47    |  |
| 3.             | "Hello Brand New Days!"                  | H. Kageyama                 | H. Kageyama          | N. Kageyama    | 3:31    |  |
| 4.             | "Hikari E"                               | H. Kageyama                 | H. Kageyama          | N. Kageyama    | 5:55    |  |
| 5.             | "Slow Dancer"                            | H. Kageyama                 | H. Kageyama          | N. Kageyama    | 3:32    |  |
| 6.             | "Utautai no Kaeru"                       | H. Kageyama e Risa Kageyama | H. Kageyama          | N. Kageyama    | 4:08    |  |
| 7.             | "Do the KG Hustle!"                      | H. Kageyama e Serena Lee    | H. Kageyama          | N. Kageyama    | 3:14    |  |
| 8.             | "Live for Today!"                        | Mogol                       | Norman David Shapiro | N. Kageyama    | 3:29    |  |
| 9.             | "Hoshi no Hearty Road" (do LAZY)         | Ayumi Date                  | Kimio Mizutani       | N. Kageyama    | 4:35    |  |
| 10.            | "A Merry Little Christmas"               | H. Kageyama e S. Lee        | H. Kageyama          | N. Kageyama    | 4:09    |  |
| 11.            | "Bokura no Yamajin"                      | H. Kageyama                 | H. Kageyama          | N. Kageyama    | 3:48    |  |
| 12.            | "Merry Christmas for dai ni shō Restart" | H. Kageyama                 | H. Kageyama          | N. Kageyama    | 5:34    |  |
| Duração total: | Duração total:                           | Duração total:              | Duração total:       | Duração total: | 50:20   |  |